# Francisco José II de Liechtenstein
Francisco José II do Liechtenstein (nascido Franz Joseph Maria Aloys Alfred Karl Johannes Heinrich Michael Georg Ignaz Benediktus Gerhardus Majella von und zu Liechtenstein, 16 de agosto de 1906 — 13 de novembro de 1989) foi o príncipe soberano de Liechtenstein de 1938 até à sua morte. Também detinha os títulos de duque de Troppau e Jägerndorf e conde de Rietberg. 
Tendo reinado Liechtenstein por cinquenta e um anos, ele foi o monarca que reinou por mais tempo na Europa à época de sua morte.

## Biografia
Nascido no Castelo de Frauenthal, Francisco José II era filho do príncipe Aloísio de Liechtenstein (1869-1955) e de sua esposa, a arquiduquesa Isabel Amália da Áustria. Era o mais velho entre oito irmãos. Através de sua avó materna, Maria Teresa de Bragança, ele era bisneto do deposto rei Miguel I de Portugal. O imperador da Áustria foi o seu padrinho.
Estudou engenharia florestal na Universidade de Viena.
Sucedeu como príncipe soberano seu primo, Francisco I, que não tinha filhos, em 1921, após a renúncia desse em seu favor. O pai de Francisco José II já tinha renunciado aos seus direitos de sucessão ao trono. 
Durante o reinado de Francisco José II, as mulheres receberam direito de voto pela primeira vez, depois de um referendo sobre esse tópico (somente entre homens) em 1984. Ele foi um monarca extremamente popular em Liechtenstein e o primeiro a viver no principado em tempo integral. O príncipe supervisionou o desenvolvimento da economia da nação, que superou a atrasada e pobre agricultura e se tornou um dos países mais ricos (per capita) do mundo.
Liechtenstein permaneceu neutro durante a Segunda Guerra Mundial, e essa neutralidade política não foi violada por nenhum dos combatentes. Entretanto, dois fatores ligaram o principado ao Eixo: 
- Com o fim da guerra, Liechtenstein deu direito de asilo para quinhentos soldados russos que colaboraram com a Wehrmacht. A Argentina depois concordou em permanentemente abrigá-los;
- A família principesca comprou propriedades na Áustria e Checoslováquia que foram tomadas de judeus por nazistas. Presidiários do campo de concentração Strasshof trabalharam em três dessas propriedades. Tais revelações só foram feitas em abril de 2005.[1]

Em 1984, Francisco José II concedeu a maior parte de seus poderes a seu filho mais velho, João Adão II, morrendo cinco anos depois, apenas vinte e seis dias depois de sua esposa. 

## Casamento e filhos
Em 7 de março de 1943, em Vaduz, Francisco José II desposou a condessa Georgina von Wilczek (1921-1989). Eles tiveram cinco filhos:
- O atual príncipe soberano João Adão II (n. 1945)
- Felipe (n. 1946)
- Nicolau (n. 1947)
- Nora (n. 1950)
- Wenzel (1962-1991)